# Svatý Jan pod Skalou
Pour les articles homonymes, voir Svatý Jan (homonymie).
Svatý Jan pod Skalou (en allemand : Sankt Johann unter dem Felsen) est une commune du district de Beroun, dans la région de Bohême-Centrale, en Tchéquie. Sa population s'élevait à 180 habitants en 2020.

## Géographie
Svatý Jan pod Skalou se trouve dans une vallée arrosée par la Lodenice, un affluent de la Berounka, à 4 km à l'est du centre de Beroun et à 25 km à l'ouest-sud-ouest de Prague.
La commune est limitée par Vráž au nord, par Loděnice à l'est, par Bubovice à l'est et au sud, et par Beroun au sud-ouest et à l'ouest.

## Histoire
La première mention écrite de la localité date de 1030.